# Tarczyn (gemeente)
De gemeente Tarczyn is een stad- en landgemeente in het Poolse woiwodschap Mazovië, in powiat Piaseczyński (
De zetel van de gemeente is in Tarczyn.
Op 30 juni 2004 telde de gemeente 10 412 inwoners.

## Oppervlakte gegevens
In 2002 bedroeg de totale oppervlakte van gemeente Tarczyn 114,15 km², waarvan:
- agrarisch gebied: 75%
- bossen: 14%

De gemeente beslaat 8,25% van de totale oppervlakte van de powiat.

## Demografie
Stand op 30 juni 2004:
| Omschrijving                   | Totaal | Totaal | Vrouwen | Vrouwen | Mannen | Mannen |
| ------------------------------ | ------ | ------ | ------- | ------- | ------ | ------ |
| eenheid                        | aantal | %      | aantal  | %       | aantal | %      |
| inwoners                       | 10 412 | 100    | 5286    | 50,8    | 5126   | 49,2   |
| bevolkingsdichtheid (inw./km²) | 91,2   | 91,2   | 46,3    | 46,3    | 44,9   | 44,9   |

In 2002 bedroeg het gemiddelde inkomen per inwoner 1546,62 zł.

## Administratieve plaatsen (sołectwo)
Borowiec, Bystrzanów, Gąski, Gładków, Grzędy, Janówek, Jeziorzany, Jeżewice, Józefowice, Kawęczyn, Komorniki, Kopana, Korzeniówka-Marylka, Kotorydz, Księżak, Many, Marianka, Nosy, Pawłowice, Prace Duże, Prace Duże-Kolonia, Prace Małe, Przypki, Racibory, Rembertów, Ruda, Stefanówka, Suchodół, Suchostruga, Świętochów, Werdun, Wola Przypkowska, Wola Przypkowska-Kolonia, Wólka Jeżewska, Wylezin.

## Overige plaatsen
Brominy, Cieśle, Drozdy, Duki, Julianów, Księżowola, Leśna Polana, Nowe Racibory, Pamiątka, Popielarze, Skrzeczeniec, Stara Kopana.

## Aangrenzende gemeenten
Grójec, Lesznowola, Nadarzyn, Piaseczno, Pniewy, Prażmów, Żabia Wola